# 辛集南站
辛集南站位于中华人民共和国河北省石家庄市辛集市田家庄乡，是石济客运专线上的高铁站，2017年12月28日开通启用，由中国铁路北京局集团有限公司衡水车务段管辖。

## 歷史
- 2017年12月28日开通启用。

## 車站周邊
- 田家庄乡完全小学
- 田家庄乡人民政府

## 外部連結
- 中国铁路客户服务中心 （页面存档备份，存于）